# Gerrans
Gerrans est une paroisse civile et un village des Cornouailles, en Angleterre.